# 周延瑾
周延瑾（1910年—1985年），字子瑜，男，浙江象山人，中国船舶专家，曾任交通部远洋运输公司总工程师、高级工程师，第五、六届全国政协委员。